# 瓦尔希维尔
瓦尔希维尔（德語：Walchwil）是瑞士联邦楚格州的市镇。该市镇面积为15.90平方千米，海拔高度449米，2018年12月31日人口数为3,663。